# Olaf Kießling

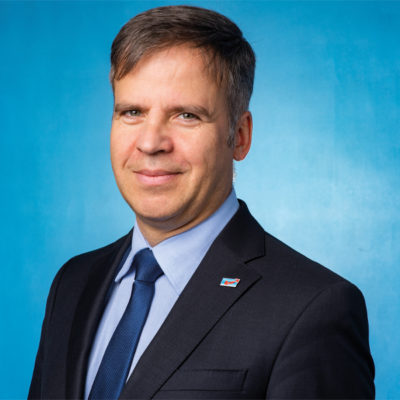
Olaf Kießling (2020)

Olaf Kießling (* 22. Mai 1967 in Elgersburg) ist ein deutscher Politiker (AfD). Seit 2014 ist er M̀itglied des Thüringer Landtags.

## Leben
Kießling ist Elektromonteur und Betriebswirt (FH) im Bereich Controlling und Steuern. Er leitet eine Beratungsstelle und arbeitet als selbständiger Finanz- und Versicherungsmakler. Kießling ist Schatzmeister im AfD-Kreisverband Ilmkreis–Gotha. 2014 zog er über die Landesliste in den Thüringer Landtag ein. Bei den Landtagswahlen 2019 und 2024 zog er über das Direktmandat im Wahlkreis Ilm-Kreis II in den Landtag ein.
Kießling lebt in Frankenhain im Ilm-Kreis.